# Bézac
Bézac är en kommun i departementet Ariège i regionen Occitanien i södra Frankrike. Kommunen ligger  i kantonen Pamiers-Ouest som ligger i arrondissementet Pamiers. År 2019 hade Bézac 394 invånare.

## Befolkningsutveckling
Antalet invånare i kommunen Bézac
Referens: INSEE